# Ron Gardenhire
Ronald Clyde Gardenhire (ur. 24 października 1957) – amerykański baseballista, który występował na pozycji łącznika.

## Przebieg kariery
W czerwcu 1979 został wybrany w szóśtej rundzie draftu przez New York Mets i początkowo grał w klubach farmerskich tego zespołu, między innymi w Tidewater Tides, reprezentującym poziom Triple-A. W Major League Baseball zadebiutował 1 września 1981 w meczu przeciwko Houston Astros jako pinch runner. W listopadzie 1986 w ramach wymiany zawodników przeszedł do Minnesota Twins.
W 1988 został mianowany menadżerem zespołu farmerskiego Twins, Kenosha Twins z Class-A, a w listopadzie 1990 trenerem trzeciej bazy w Minnesota Twins, wygrywając w 1991 World Series. W latach 1996–1997 był trenerem pierwszej, zaś od 1998 do 2001 ponownie trenerem trzeciej bazy Minnesota Twins.
W styczniu 2002 został menadżerem zespołu z Minnesoty, podpisując czteroletni kontrakt. 5 kwietnia 2014 w meczu z Cleveland Indians zanotował 1000. zwycięstwo jako menadżer Twins. Po trzynastu latach został zwolniony z funkcji menadżera zespołu. W kwietniu 2016 został specjalnym asystentem menadżera generalnego Twins Terry'ego Ryana.
W listopadzie 2016 został zatrudniony na stanowisku asystenta menadżera Arizona Diamondbacks.
W październiku 2017 został menadżerem Detroit Tigers, podpisując trzyletni kontrakt.

## Nagrody i wyróżnienia
| Nagroda/wyróżnienie    | Lata | Źródło |
| AL Manager of the Year | 2010 | [ 9 ]  |

## Statystyki menedżerskie
Stan na koniec sezonu 2018
| Sezon              | Klub               | Liga               | Mecze | Zwycięstwa | Porażki | Proc. zw. i por. |
| ------------------ | ------------------ | ------------------ | ----- | ---------- | ------- | ---------------- |
| 2002–2014          | Minnesota Twins    | AL                 | 2107  | 1068       | 1039    | 0,507            |
| 2018–2020          | Detroit Tigers     | AL                 | 373   | 132        | 241     | 0,354            |
| Łącznie w karierze | Łącznie w karierze | Łącznie w karierze | 2480  | 1200       | 1280    | 0,484            |